# Голев, Александр Андреевич
Александр Андреевич Голев (10 февраля 1951 — 17 мая 2003, Одинцовский район, Московская область) — советский биатлонист, советский и российский тренер по биатлону. Двукратный призёр чемпионатов СССР. Мастер спорта СССР международного класса, заслуженный тренер СССР и России. В 1988—1992 годах — старший тренер женской сборной СССР/России, в 2001—2003 годах — старший тренер мужской сборной России.

## Биография
Выступал за спортивные общества «Профсоюзы» и «Зенит», представлял город Москву.
В 1978 году стал бронзовым призёром чемпионата СССР в гонке патрулей в составе сборной общества «Профсоюзы». На следующий год в составе сборной общества «Зенит» стал бронзовым призёром в эстафете. В начале 1980-х годов выполнил норматив МСМК.
После окончания спортивной карьеры перешёл на тренерскую работу. Много лет работал с юниорами сборной СССР и России, в том числе в 1997—2000 годах возглавлял молодёжную сборную России. В 1988—1992 годах тренировал женскую сборную страны, был тренером команды на зимней Олимпиаде в Альбервиле. С 2001 года и до своей гибели работал старшим тренером мужской сборной, возглавлял команду на Олимпиаде в Солт-Лейк-Сити.
Погиб 17 мая 2003 года в автокатастрофе под Кубинкой. Похоронен на московском Троекуровском кладбище.

## Личная жизнь
Был женат, супруга — Светлана Анатольевна. Двое детей — сын и дочь.